# ハマノとヘンミ
ハマノとヘンミは、太田プロダクションに所属する日本のお笑いコンビ。UNDER5 AWARD 2023ファイナリスト。

## メンバー
濵野 将大（はまの まさひろ、1994年9月27日 - ）（30歳）
- 身長172cm・体重73kg・血液型O型、千葉県野田市出身。
- 国際武道大学卒業。
- 趣味特技は剣道4段。
- 中学・高校・大学と剣道部に所属し、高校・大学は剣道で推薦入学した。
- ネタ作成担当。

へんみ 亮介（へんみ りょうすけ、1996年1月25日 - ）（29歳）
- 本名および旧芸名は、逸見 亮介（読み同じ）。
- 身長179cm・体重68kg・血液型O型、埼玉県本庄市出身。
- 成城大学卒業。
- 趣味特技は記憶、水泳、忍耐。
- 中学では野球部・高校では軟式テニス部に所属。大学では部員数200名を超えるテニスサークルの代表を務めた。
- プロレスが好きで、HOLY SHIT（KAMINOGEの編集長である井上崇宏が企画を担当）のアパレルをよく着用している。
- R-1グランプリ2023、2024では準決勝に進出した。

## 来歴
- 2018年に太田プロエンタテイメント学院で出会う。へんみから濵野に声をかけ、結成に至る。（当初濵野は別の生徒とコンビを組んでいたが、そのコンビは2週間ほどで解消した。）[4]。
- コンビ名は結成直後のネタ見せの際にとりあえずつけたものをそのまま使用している[4]。

## 出演

### テレビ
- オンエア決めろ!ー笑武ー（BSJapanext） - （2022年8月16日）
- ぴったり にちようチャップリン（テレビ東京） - （2023年4月1日）
- あらびき団2023夏」～みんなで笑おう！真夏の2週連続30分SP～（2023年7月20日）
- ネタパレ（2023年8月11日-フジテレビ）- ニュースター勝ち抜きパレード内。
- アメトーークClub（太田プロ若手芸人（2024年4月12日）
- 「大悟の芸人領収書」2024年6月24日-日本テレビ系）-（逸見のみ）
- きゃらトビ第72回-芸人のトビラ（2024年9月８日-フジテレビ）
- THE CONTE 2024秋（2024年10月27日-フジテレビ）
- 有吉ベース（フジテレビONE） - （逸見のみ・#190, #193 ）

### ラジオ
- 土田晃之 日曜のへそ（ニッポン放送） - （逸見のみ・2023年2月5日 - ）
- AuDee「いとうせいこう×倉本美津留 ワラボ」（2024年2月13日）
- マイナビ Laughter Night

### ライブ
- 太田プロライブ 月笑
- モータースライブ

## 賞レース成績

### キングオブコント
| 年度             | 結果         |
| ---------------- | ------------ |
| 2021年（第14回） | 1回戦敗退    |
| 2022年（第15回） | 準々決勝進出 |
| 2023年（第16回） | 準々決勝進出 |
| 2024年（第17回） | 準々決勝進出 |
| 2025年（第18回） | 準々決勝進出 |

### R-1グランプリ
| 年度             | 結果       | 備考     |
| ---------------- | ---------- | -------- |
| 2022年（第20回） | 2回戦進出  | 逸見のみ |
| 2023年（第21回） | 準決勝進出 | 逸見のみ |
| 2024年（第22回） | 準決勝進出 | 逸見のみ |
| 2025年（第23回） | 2回戦進出  | 逸見のみ |

その他賞レース
- 2022年 太田プロライブ月笑2022 - 3位[5]
- 2023年 UNDER5 AWARD2023決勝進出
- 2023年 第44回ABCお笑いグランプリ 最終予選進出
- 2023年 ぐるナイおもしろ荘 最終オーディション進出
- 2023年 太田プロライブ「月笑」 - 年間7位
- 2024年 第45回ABCお笑いグランプリ最終予選進出
- 2025年 第7回ビートたけし杯「お笑い日本一」優勝[6]
- 2025年 第46回ABCお笑いグランプリ決勝進出